# Pariana argentea
Pariana argentea är en gräsart som beskrevs av Hollowell och Gerrit Davidse. Pariana argentea ingår i släktet Pariana och familjen gräs. Inga underarter finns listade i Catalogue of Life.